# Židovský antifašistický výbor

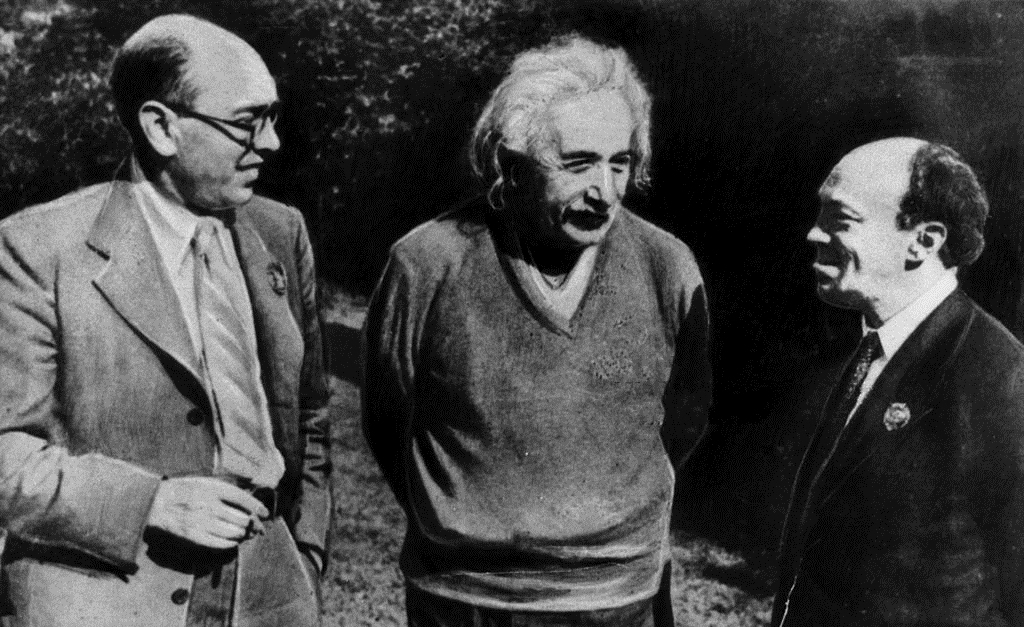
Zleva Icik Fefer, Albert Einstein a Solomon Michoels

Židovský antifašistický výbor (rusky: Еврейский антифашистский комитет) byla organizace sovětských Židů, vytvořená v Sovětském svazu během druhé světové války. Jejím cílem bylo získávání politické a materiální podpory pro sovětský boj proti nacistickému Německu. Výbor sehrál významnou roli při získávání podpory ze Západu.
Z iniciativy sovětských úřadů ho na podzim 1941 zorganizovali vůdci židovské organizace Bund Henryk Erlich a Victor Alter. Oba byli za tím účelem propuštěni z vězení. Výbor začal vydávat i vlastní tiskovinu zvanou Ejnikejt (אייניקייט „Jednota“). Po opětovném zatčení Erlicha a Altera v prosinci 1941 byl výbor na příkaz sovětského vůdce Josifa Stalina v dubnu 1942 reformován, aby sovětské úřady měly větší kontrolu. Předsedou byl jmenován Solomon Michoels, populární herec a ředitel Moskevského státního židovského divadla. Ke známým členům patřil též spisovatel Ilja Erenburg. Jedním z klíčových úkolů výboru bylo přesvědčovat mezinárodní veřejné mínění o neexistenci antisemitismu v Sovětském svazu. V roce 1943 se Michoels a Icik Fefer vydali na sedmiměsíční turné po Spojených státech, Mexiku, Kanadě a Spojeném království. V USA je přivítal Národní přijímací výbor s Albertem Einsteinem v čele. Společně pak zorganizovali největší prosovětské shromáždění v dějinách Spojených států, které se konalo 8. července v Polo Grounds. Sešlo se na něm 50 000 lidí. Výbor se v USA také sešel s Chajimem Weizmannem, Charliem Chaplinem, Marcem Chagallem, Paulem Robesonem či Lionem Feuchtwangerem. Na sovětské válečné úsilí vybral 16 milionů amerických dolarů v USA, 15 milionů v Británii, 1 milion v Mexiku, 750 000 v Palestině. Krom toho získal mnohé stroje, lékařské vybavení, léky, sanitky a oblečení. Návštěva také upozornila americkou veřejnost na nutnost vstupu do evropské války.
Ke konci války a bezprostředně po ní se výbor zapojil do dokumentování holokaustu. Tehdy se však dostal do střetu s oficiální sovětskou strategií prezentovat nacistická zvěrstva zásadně jako zločiny proti sovětským občanům, bez vyzdvihování jejich etnického či náboženského původu. Černá kniha sovětského židovstva, sestavená Vasilijem Grossmanem a Iljou Erenburgem, dokumentující holokaust a účast Židů v hnutí odporu, vyšla nakonec jen v New Yorku, ruské vydání bylo rozmetáno. V lednu 1948 byl Michoels zabit v Minsku agenty ministerstva státní bezpečnosti, kteří vraždu zinscenovali jako autonehodu. V lednu 1949 zahájila sovětská masmédia masivní propagandistickou kampaň proti „kosmopolitům bez kořenů“, jasně zaměřenou na Židy.
V roce 1952 byli nejvýznamnější členové výboru zatčeni, obviněni ze špionáže, mučeni, tajně souzeni a popraveni v suterénu neblaze proslulé věznice Lubjanka. Vzhledem k tomu, že mezi popravenými bylo mnoho spisovatelů (Perec Markiš, David Bergelson, Icik Fefer ad.), je tato událost též známa jako Noc zavražděných básníků. Oficiálně byly oběti rehabilitovány v roce 1988.